# Luc Parthoens
Luc Parthoens, né le 2 octobre 1964 à Bujumbura au Burundi, est un auteur de bande dessinée belge connu pour sa participation au studio Peyo. Il utilise aussi le pseudonyme Pluk.

## Biographie
Luc Parthoens naît le 2 octobre 1964 à Bujumbura au Burundi,. Il fait des études de bande dessinée à l'Institut Saint-Luc de Bruxelles, puis il entre en 1990 au Studio Peyo où il collabore avec Peyo sur plusieurs scénarios d'histoires courtes des Schtroumpfs.
Pour Le Schtroumpfeur de bijoux, il encre les crayonnés d'Alain Maury et signe, avec Thierry Culliford, le scénario tout comme pour Le Schtroumpf sauvage.
En 2001, il coscénarise avec Thierry Culliford la dix-septième aventure de Johan et Pirlouit intitulée La Rose des sables pour le dessinateur Alain Maury.
En 2014, il coscénarise également le quatorzième tome de Benoît Brisefer intitulé Le Gorille blanc, prépublié dans Spirou et repris en album l'année suivante aux éditions Le Lombard sous le titre Sur les traces du gorille blanc.
En 2017, il lance avec Alain Jost la série dérivée Les Schtroumpfs et le Village des filles, dès le second tome Thierry Culliford cosigne les scénarios pour différents dessinateurs du studio. La série compte sept titres en 2024.
De 2021 à 2022, il est directeur créatif de la série de dessin animé Les Schtroumpfs qui compte 37 épisodes.

### Vie privée
Luc Parthoens réside en Belgique en 2006.

## Œuvres

### Albums de bande dessinée
Les Schtroumpfs
- 16. Le Schtroumpf financier, Le Lombard, Bruxelles, novembre 1992
Scénario : Peyo, Thierry Culliford - Dessin : Peyo, Alain Maury, Luc Parthoens - Couleurs : Nine, Studio Leonardo -  (ISBN 2-8036-1017-5)
- 17. Le Schtroumpfeur de bijoux[4], Le Lombard, Bruxelles, novembre 1994
Scénario : Luc Parthoens, Thierry Culliford - Dessin : Alain Maury - Couleurs : Nine, Studio Leonardo -  (ISBN 2-8036-1098-1)
- 18. Docteur Schtroumpf[11], Le Lombard, Bruxelles, octobre 1996
Scénario : Luc Parthoens, Thierry Culliford - Dessin : Alain Maury - Couleurs : Nine -  (ISBN 2-80361-945-8)
- 19. Le Schtroumpf sauvage, Le Lombard, Bruxelles, novembre 1998
Scénario : Luc Parthoens, Thierry Culliford - Dessin : Alain Maury - Couleurs : Nine -  (ISBN 2-80361-351-4 et 978-2-8036-7031-4)
- 20. La Menace Schtroumpf, Le Lombard, Bruxelles, novembre 2000
Scénario : Luc Parthoens, Thierry Culliford - Dessin : Alain Maury - Couleurs : Nine -  (ISBN 2-80361-516-9)
- 22. Le Schtroumpf reporter, Le Lombard, Bruxelles, novembre 2003
Scénario : Luc Parthoens, Thierry Culliford - Dessin : Ludo Borecki - Couleurs : Nine Culliford, José Grandmont -  (ISBN 2-80361-900-8)
- 23. Les Schtroumpfs joueurs, Le Lombard, Bruxelles, janvier 2005
Scénario : Luc Parthoens, Thierry Culliford - Dessin : Ludo Borecki - Couleurs : Nine Culliford -  (ISBN 2-80362-005-7)
- 24. Salade de Schtroumpfs, Le Lombard, Bruxelles, janvier 2006
Scénario : Luc Parthoens, Thierry Culliford - Dessin : Ludo Borecki, Jeroen De Coninck - Couleurs : Nine Culliford -  (ISBN 2-80362-155-X)

- HS. Les Schtroumpfeurs de flûte[12], Le Lombard, Bruxelles, octobre 2008
Scénario : Luc Parthoens, Thierry Culliford - Dessin : Jeroen De Coninck - Couleurs : Nine Culliford -  (ISBN 978-2-8036-2472-0)

Les Schtroumpfs et le Village des filles
- 1. La Forêt interdite[13], Le Lombard, Bruxelles, 24 mars 2017
Scénario : Alain Jost, Luc Parthoens, Thierry Culliford - Dessin : Alain Maury, Jeroen De Coninck, Miguel Díaz Vizoso, Laurent Cagniat - Couleurs : Paolo Maddaleni -  (ISBN 978-2-8036-7116-8)
- 2. La Trahison de Bouton d'or[14], Le Lombard, Bruxelles, 24 août 2018
Scénario : Luc Parthoens, Thierry Culliford - Dessin : Alain Maury - Couleurs : Paolo Maddaleni -  (ISBN 978-2-8036-7322-3)
- 3. Le Corbeau[15], Le Lombard, Bruxelles, 31 octobre 2019
Scénario : Luc Parthoens, Thierry Culliford - Dessin : Alain Maury - Couleurs : Paolo Maddaleni -  (ISBN 978-2-8036-7314-8)
- 4. Un nouveau départ[16], Le Lombard, Bruxelles, 13 novembre 2020
Scénario : Luc Parthoens, Thierry Culliford - Dessin : Laurent Cagniat - Couleurs : Paolo Maddaleni -  (ISBN 978-2-8036-7716-0)
- 5. Le Bâton de saule[17], Le Lombard, Bruxelles, 22 avril 2022
Scénario : Luc Parthoens, Thierry Culliford - Dessin : Laurent Cagniat - Couleurs : Paolo Maddaleni -  (ISBN 978-2-8082-0345-6)
- 6. L'Île vagabonde[18], Le Lombard, Bruxelles, mai 2023
Scénario : Luc Parthoens, Thierry Culliford - Dessin : Laurent Cagniat - Couleurs : Paolo Maddaleni -  (ISBN 978-2-8082-1100-0)
- 7. Le Pays des Pierres schtroumpfantes[19],[20], Le Lombard, Bruxelles, 30 août 2024
Scénario : Luc Parthoens, Thierry Culliford - Dessin : Laurent Cagniat - Couleurs : Paolo Maddaleni -  (ISBN 978-2-8082-1310-3)

Johan et Pirlouit
- 17. La Rose des sables[6], Le Lombard, Bruxelles, mai 2001
Scénario : Luc Parthoens - Dessin : Alain Maury - Couleurs : Nine Culliford -  (ISBN 2-803616807)

Benoît Brisefer
- 14. Sur les traces du gorille blanc[21],[22], Le Lombard, Bruxelles, 2015
Scénario : Luc Parthoens et Thierry Culliford - Dessin : Pascal Garray - Couleurs : Nine -  (ISBN 9782803634484),Tirage initial de 25 000 exemplaires[23].

#### Sous le pseudonyme Pluk
Les Blagues belges
- 1. Dites-le avec des frites ![24], Delcourt, coll. « Humour de rire », Paris, 2006
Scénario : Pluk - Dessin : Philippe Larbier - Couleurs : Éric Dérian -  (ISBN 2-7560-0361-1)
- 2. Tome deux fois !!, Delcourt, coll. « Humour de rire », Paris, juin 2007
Scénario : Pluk - Dessin et couleurs : Éric Dérian, Philippe Larbier -  (ISBN 978-2-7560-0859-2)
- 3. Dites-le avec des frites !, Delcourt, coll. « Humour de rire », Paris, 20 août 2008
Scénario : Pluk - Dessin : Philippe Larbier - Couleurs : Éric Dérian -  (ISBN 978-2-7560-1177-6)
- 4. Plus belge la vie, Delcourt, coll. « Humour de rire », Paris, 3 février 2010
Scénario : Pluk - Dessin et couleurs : Éric Dérian, Philippe Larbier -  (ISBN 978-2-7560-1596-5)

### Filmographie
- Les Schtroumpfs[9], directeur créatif, 37 épisodes, 2021-2022.

#### Livres
: document utilisé comme source pour la rédaction de cet article.
- Jean-Louis Lechat, Un demi-siècle d’aventures t. 2 : 1970 - 1996, Bruxelles, Le Lombard, 5 décembre 1996, 224 p., ill. ; 31 cm (ISBN 280361233X, OCLC 37995939, BNF 37539082, présentation en ligne), p. 186. .
- Jacques Fiérain, « Parthoens, Luc », dans La BD à Bruxelles et en Brabant, Charleroi, Éd. l'Âge d'or, avril 2003, 144 p., ill. ; 31 cm (ISBN 9782960119664 et 2960119665, OCLC 470388171, présentation en ligne), p. 112. .
- Henri Filippini, « Parthoens, Luc », dans Dictionnaire de la bande dessinée, Paris, Bordas, 2005, 912 p., ill. ; 27 cm (ISBN 9782047299708 et 2047299705, OCLC 1009545288, présentation en ligne), p. 835. .

#### Articles
- Luc Parthoens (interviewé par Hugues Dayez), « Luc Parthoens : je voulais parler de l'Afrique d'aujourd'hui », Spirou, Dupuis, no 4004,‎ 7 janvier 2015 (ISSN 0771-8071).
- Thierry Culliford et Luc Parthoens (interviewés par Brieg F. Haslé), « Entretien avec Thierry Culliford et Luc Parthoens », Auracan,‎ 2 avril 2015 (lire en ligne, consulté le 8 mars 2025).